# Keith Bogans
Keith Ramon Bogans (Alexandria, 12 maggio 1980) è un ex cestista e allenatore di pallacanestro statunitense, professionista nella NBA.

## Carriera
Ha giocato 135 partite per l'università del Kentucky totalizzando una media di 14,2 punti, 4,1 rimbalzi e 2,3 assist a partita prima di essere scelto con la 43ª chiamata nel draft NBA 2003 dai Milwaukee Bucks. Il giorno stesso del draft, è passato agli Orlando Magic.
Nella sua prima stagione da professionista gioca un totale di 73 partite (36 delle quali partendo in quintetto), totalizzando una media di 6,8 punti e 4,3 rimbalzi per gara.
L'anno dopo passa ai Charlotte Bobcats in cambio di Brandon Hunter. Con i Bobcats, Bogans gioca la sua migliore stagione in termini realizzativi, collezionando una media di 9,6 punti a partita nelle 74 gare disputate.
Comincia la stagione 2005-06 con i Bobcats, prima di essere ceduto agli Houston Rockets in cambio di Lonny Baxter.
Nel 2006-07 torna ad Orlando, dove rimane per tre stagioni.
Nella stagione 2007-08, è uno dei quattro giocatori dei Magic a giocare tutte le 82 partite di regular season (35 da titolare). Gioca anche 10 partite nei play-off, totalizzando una media di 7,3 punti a partita e di 4,2 rimbalzi.
Comincia la stagione 2008-09 con i Magic per passare poi ai Milwaukee Bucks, la squadra che lo aveva scelto nel 2003. In stagione gioca un totale di 65 gare (36 con i Magic, 29 con i Bucks), ma il suo minutaggio e le altre statistiche si riducono rispetto all'anno precedente.
Nel 2009-10, passa ai San Antonio Spurs, che trovano in lui un valido sostituto di Bruce Bowen, ritiratosi l'anno prima. È la sua peggiore stagione dal punto di vista realizzativo (4,4 punti a partita), ma il suo contributo in difesa gli vale 79 partite giocate, 50 delle quali da titolare.
Nel luglio 2010 firma per i Chicago Bulls, dove trova come coach Tom Thibodeau, con cui aveva lavorato ai tempi degli Houston Rockets. Complici le condizioni fisiche non ottimali di Ronnie Brewer ad inizio stagione, Bogans parte da titolare e guadagna stabilmente il posto in quintetto base. Nonostante le statistiche non eccellenti (4,4 punti a partita e 1,8 rimbalzi), fornisce un contributo importante in difesa, come più volte sottolineato dallo stesso coach Thibodeau.
Complice anche l'arrivo di Rip Hamilton ai Chicago Bulls, Bogans sembra non rientrare più nei piani della squadra. Il 16 dicembre 2011 viene tagliato dai Bulls, che decidono di non esercitare l'opzione che avevano sul suo contratto.
Viene ingaggiato nel corso della stagione 2011-12 dai New Jersey Nets, ma dopo solo 5 partite con la maglia della sua nuova squadra, subisce un infortunio alla caviglia che lo costringe all'intervento chirurgico e lo tiene fuori per il resto della stagione.

## Statistiche

### College
| Anno      | Squadra           | PG  | PT  | MP   | TC%  | 3P%  | TL%  | RP  | AP  | PRP | SP  | PP   |
| --------- | ----------------- | --- | --- | ---- | ---- | ---- | ---- | --- | --- | --- | --- | ---- |
| 1999-2000 | Kentucky Wildcats | 33  | 23  | 27,8 | 40,7 | 29,3 | 64,4 | 3,6 | 1,7 | 1,4 | 0,0 | 12,5 |
| 2000-2001 | Kentucky Wildcats | 34  | 34  | 30,9 | 47,3 | 36,1 | 69,7 | 4,6 | 2,4 | 1,0 | 0,2 | 17,0 |
| 2001-2002 | Kentucky Wildcats | 32  | 30  | 27,4 | 39,4 | 31,5 | 67,0 | 4,3 | 2,5 | 1,0 | 0,1 | 11,6 |
| 2002-2003 | Kentucky Wildcats | 36  | 35  | 29,7 | 45,6 | 38,3 | 73,8 | 3,8 | 2,7 | 1,2 | 0,1 | 15,7 |
| Carriera  | Carriera          | 135 | 122 | 29,0 | 43,7 | 34,2 | 68,8 | 4,1 | 2,3 | 1,1 | 0,1 | 14,2 |

### NBA

#### Regular Season
| Anno      | Squadra           | PG  | PT  | MP   | TC%  | 3P%  | TL%  | RP  | AP  | PRP | SP  | PP  |
| --------- | ----------------- | --- | --- | ---- | ---- | ---- | ---- | --- | --- | --- | --- | --- |
| 2003-2004 | Orlando Magic     | 73  | 36  | 24,5 | 40,3 | 35,8 | 63,1 | 4,3 | 1,3 | 0,6 | 0,1 | 6,8 |
| 2004-2005 | Charlotte Bobcats | 74  | 42  | 24,2 | 38,1 | 32,9 | 72,7 | 3,1 | 1,8 | 0,9 | 0,1 | 9,6 |
| 2005-2006 | Charlotte Bobcats | 39  | 9   | 21,7 | 39,6 | 33,7 | 76,2 | 2,7 | 1,2 | 1,0 | 0,1 | 8,7 |
| 2005-2006 | Houston Rockets   | 33  | 22  | 32,2 | 39,5 | 31,4 | 58,0 | 4,5 | 2,5 | 1,0 | 0,2 | 8,5 |
| 2006-2007 | Orlando Magic     | 59  | 18  | 16,8 | 40,4 | 38,7 | 74,6 | 1,6 | 1,0 | 0,5 | 0,0 | 5,1 |
| 2007-2008 | Orlando Magic     | 82  | 35  | 26,8 | 41,0 | 36,2 | 73,6 | 3,2 | 1,3 | 0,7 | 0,1 | 8,7 |
| 2008-2009 | Orlando Magic     | 36  | 15  | 21,9 | 36,0 | 33,3 | 87,5 | 3,1 | 0,9 | 0,6 | 0,1 | 5,3 |
| 2008-2009 | Milwaukee Bucks   | 29  | 0   | 16,7 | 37,6 | 34,8 | 93,9 | 3,1 | 1,1 | 0,7 | 0,1 | 6,0 |
| 2009-2010 | San Antonio Spurs | 79  | 50  | 19,7 | 40,3 | 35,7 | 74,0 | 2,2 | 1,2 | 0,6 | 0,2 | 4,4 |
| 2010-2011 | Chicago Bulls     | 82  | 82  | 17,8 | 40,4 | 38,0 | 65,6 | 1,8 | 1,2 | 0,5 | 0,1 | 4,4 |
| 2011-2012 | N.J. Nets         | 5   | 1   | 18,8 | 38,1 | 25,0 | 40,0 | 2,2 | 0,6 | 0,4 | 0,0 | 4,2 |
| 2012-2013 | Brooklyn Nets     | 74  | 23  | 19,0 | 38,0 | 34,3 | 64,7 | 1,6 | 1,0 | 0,4 | 0,1 | 4,2 |
| 2013-2014 | Boston Celtics    | 6   | 0   | 9,2  | 50,0 | 50,0 | 100  | 0,5 | 0,5 | 0,2 | 0,0 | 2,0 |
| Carriera  | Carriera          | 671 | 333 | 21,6 | 39,4 | 35,3 | 71,6 | 2,7 | 1,3 | 0,6 | 0,1 | 6,3 |

#### Playoffs
| Anno     | Squadra           | PG | PT | MP   | TC%  | 3P%  | TL%  | RP  | AP  | PRP | SP  | PP  |
| -------- | ----------------- | -- | -- | ---- | ---- | ---- | ---- | --- | --- | --- | --- | --- |
| 2008     | Orlando Magic     | 10 | 0  | 29,3 | 36,8 | 33,3 | 72,7 | 4,2 | 1,1 | 0,4 | 0,0 | 7,3 |
| 2010     | San Antonio Spurs | 8  | 0  | 6,9  | 20,0 | 16,7 | -    | 0,8 | 0,3 | 0,3 | 0,1 | 0,6 |
| 2011     | Chicago Bulls     | 16 | 16 | 19,2 | 40,6 | 42,4 | 25,0 | 1,3 | 0,8 | 0,6 | 0,2 | 5,1 |
| 2013     | Brooklyn Nets     | 2  | 0  | 11,5 | 0,0  | 0,0  | -    | 1,0 | 1,0 | 0,0 | 0,0 | 0,0 |
| Carriera | Carriera          | 36 | 16 | 18,8 | 37,2 | 36,9 | 60,0 | 1,9 | 0,8 | 0,4 | 0,1 | 4,4 |

## Palmarès
- McDonald's All-American Game (1999)